# Ksenia Roos
Ksenia Roos (nom de naissance Ksenia Igorevna Rybenko, en russe : Ксения Игоревна Рыбенко, née le 22 juillet 1984 à Novokuznetsk) est une joueuse d'échecs russe. Depuis 2008, elle joue pour la Fédération allemande d'échec.

## Palmarès
En 1996, elle arrive quatrième au Championnat d'Europe des jeunes filles U12 en Slovaquie à Rimavská Sobota, à égalité de points avec Nadejda Kosintseva. En avril 2006, elle remporte le championnat de Novokuznetsk. En 2014, elle remporte le championnat individuel féminin de Saxe à Dresde.
Ksenia Roos porte le titre de Maître international féminin (MIF) depuis 2001.